# 圣安东尼奥-杜格拉马
圣安东尼奥-杜格拉马是巴西米纳斯吉拉斯州的一个市镇。总面积130平方公里，总人口4241人，人口密度32.6人/平方公里。